# Psychoterapia zorientowana na klienta
Psychoterapia zorientowana na klienta, psychoterapia rogersowska, psychoterapia rogeriańska to szkoła terapeutyczna, stworzona przez Carla Rogersa, której celem
jest samorealizacja pacjenta i pomoc w zwiększaniu poczucia własnej wartości.
Założeniem terapii jest teoria osobowości Rogersa, oparta na założeniach, że
1. Organizm to umiejscowienie wszelkiego doświadczenia. Każdy buduje wewnętrzną poznawczą koncepcję rzeczywistości - pole fenomenologiczne. Pole to składa się z doświadczeń świadomych i nieświadomych. Doświadczenia świadome są symboliczne, głównie słowne, czynnościowe. Doświadczenia nieświadome to subcepcja - nieświadome akty pamięci.
2. Self (ja) to część doświadczenia, najczęściej ma charakter symboliczny. Rozwój osobowości ma charakter wrodzony i ma tendencje do samourzeczywistnienia. Istotna potrzebą jest potrzeba aprobaty społecznej, którą zaspokaja się przez intensywne kontakty z innymi ludźmi.
3. Niezgodności to źródło problemów adaptacyjnych. Mogą występować:
- między spostrzeganiem ja a doświadczeniem organizmu (gdy to co widzę i co wiem o sobie różni się od moich doświadczeń, których nie pamiętam). Nieadekwatny obraz siebie powoduje, że ludzie zachowują się jakby się nie znali, zachowują się asekuracyjnie bądź wyolbrzymiają swoje zdolności.
- między rzeczywistością obiektywną a subiektywną (gdy to co myślę różni się od obiektywnej rzeczywistości). Człowiek nie żyje w świecie realnym, a we własnej rzeczywistości.
- między ja realnym a ja idealnym.